# Ernst Gottlieb Baron
Ernst Gottlieb Baron o Ernst Theofil Baron (Breslau, (avui Wroclaw, Polònia), 17 de febrer de 1696 – Berlín, 12 d'abril de 1760), fou un cèlebre intèrpret de llaüt, compositor i escriptor musical alemany.
Baron va néixer al si de la família de Michael Baron, un fabricant de passamaneria fina, que esperava que el seu fill seguís els seus passos. Des de molt jove Baron va mostrar una inclinació a la música que més tard va esdevenir la seva professió. Va estudiar llaüt al voltant de 1710 amb un bohemi anomenat Kohott. Va estudiar al Collegium Elisabethianum (Col·legi Elisabethià) de Breslau, i des de 1715 a la Universitat de Leipzig, on va estudiar filosofia i dret.
Poc temps després d'acabar els estudis ja era un distingit professor de llaüt i tiorba. El 1728 fou nomenat tocador de llaüt a la cort del duc de Saxònia-Gotha. Més tard se'n va anar cap a BerlÍn, on el rei el nomenà músic de la cort. Des de llavors es va dedicar especialment a estudis sobre l'art musical i el seu nom es va fer popular arreu d'Alemanya.
Va escriure diverses composicions que es conserven manuscrites a la biblioteca de Brussel·les i a la col·lecció Fétis. Publicà una història de llaüt titulada Historisch-theoretische und praktische Untersuchung des Instruments der Lauten (Nuremberg, 1727), Abriss einer Abhandlung von der Melodie (Berlín, 1756) i traduí el Discours sur le Beau, del jesuita francès Yves-Marie André.